# Marcello Santacroce
Marcello Santacroce (ur. 7 czerwca 1619 w Rzymie, zm. 19 grudnia 1674 tamże) – włoski kardynał.

## Życiorys
Urodził się 7 czerwca 1619 roku w Rzymie, jako syn Valeria i Eleny Marii Santacroce. Po studiach uzyskał doktorat z prawa, a następnie został kanonikiem bazyliki watykańskiej i referendarzem Trybunału Obojga Sygnatur. 19 lutego 1652 roku został kreowany kardynałem prezbiterem i otrzymał kościół tytularny Santo Stefano al Monte Celio. 14 października został wybrany biskupem Tivoli, a dwa tygodnie później przyjął sakrę. W okresie 1665–1666 pełnił funkcję kamerlinga Kolegium Kardynałów. Zmarł 19 grudnia 1674 roku w Rzymie.